# Matica Srpska

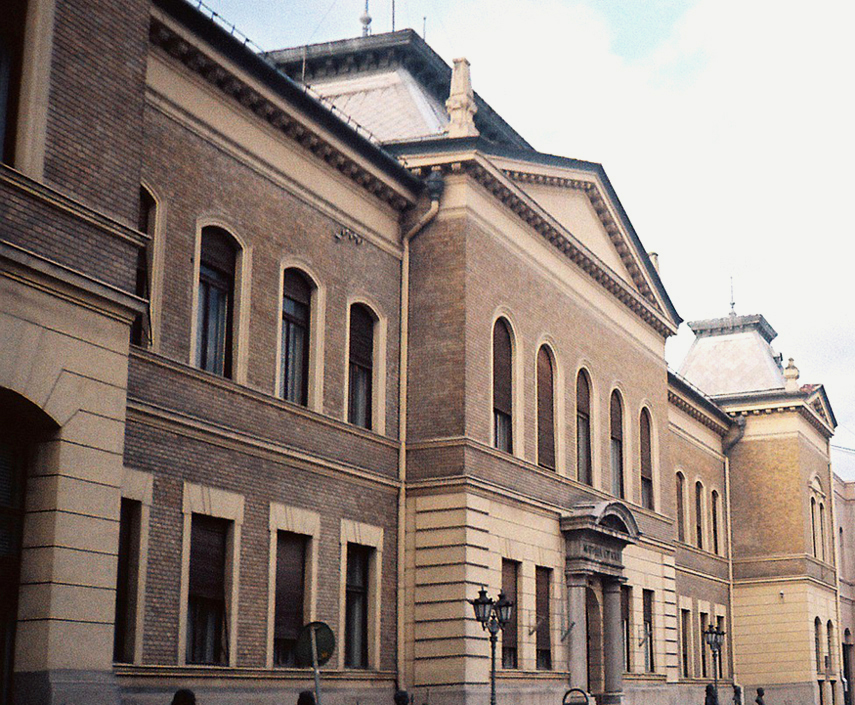
A Matica Srpska épülete Újvidéken

Az 1826-ban alapított Matica Srpska a szerb nemzeti megújulás egyik legjelentősebb mérföldköve, amely a mai napig a szerbség egyik legtekintélyesebb intézménye.

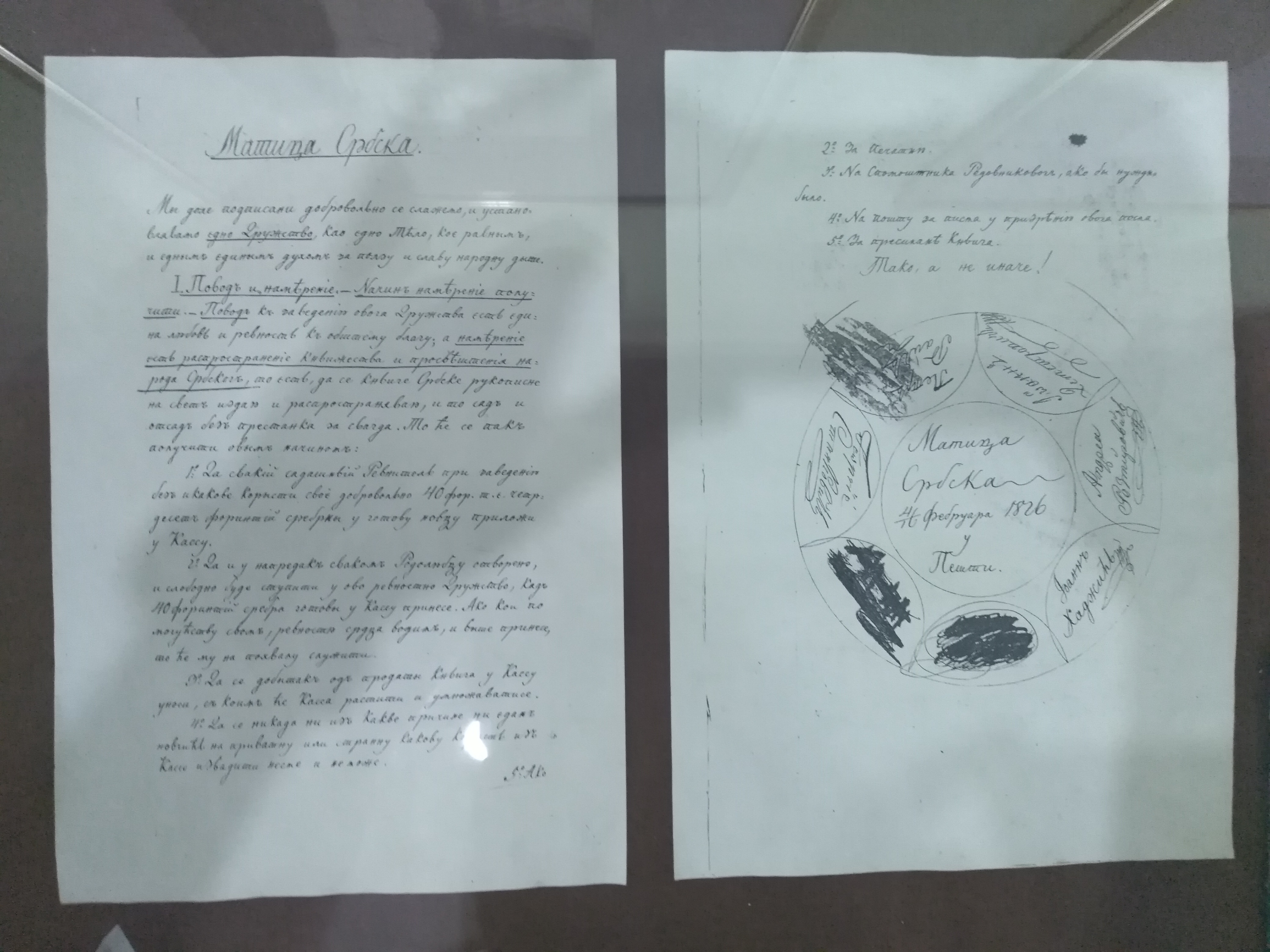
A Matica Srpska létrehozásáról szóló charta

## Létrejötte
A Szerb Maticát, vagyis a Matica Srpskát néhány vagyonos szerb kereskedő adományaiból alapította Pesten 1826. január 21-én Jovan Hadžić. Elsősorban irodalmi és könyvkiadói társaságként jött létre, a társaság folyóirata a Srpski Letopisi, vagyis Szerb Évkönyvek lett. Működésének első szakaszában könyv- és folyóiratkiadással, -terjesztéssel, irodalmi pályadíjak kitűzésével foglalkozott, valamint hosszú nyelvészeti vitákba bonyolódott. A fordulópontot Tököly-Popovics Száva elnökké választása jelentette 1838-ban. Az ő közművelődési központtá, tudós társasággá igyekezett fejleszteni. A tehetséges szerb fiatalok tudományos képzésére nevelőintézetet hozott létre, amely Tökölyanum néven a Matica keretein belül működött

## A Matica Újvidéken
1848-1849 után a magyarországi szerbek kulturális súlypontja áttevődött Újvidékre, így felmerült a Matica átköltöztetése is. Hosszas előkészítő munkák után megtörtént a költözés, és megkezdte újvidéki működését az 1864. április 30-i nagygyűléssel. Új korszak vette ezzel kezdetét. Tagjainak száma rohamosan emelkedett, vagyona gyarapodott, tudományos tevékenységét kibővítették. Forrásműveket, fordításokat, időszaki folyóiratot adott ki saját költségen, gondoskodott a megfelelő terjesztésről, könyvtárat tartott fent. Tevékenysége kiterjedt a népművelésre, népies stílusban írt oktató könyveket adott ki, melyek irodalmi, gazdasági írásokat és életrajzokat tartalmaztak.

## A Matica napjainkban
A Matica Srpska ma is az egyik legtekintélyesebb tudományos és irodalmi központja a szerbségnek. Újvidéken működik, sokoldalú könyvkiadói, kultúraszervezői tevékenységet folytat, rendkívül nagy és értékes könyvtárat tart fent.